# 율리시즈의 시선
율리시즈의 시선(The Gaze Of Odysseus, To Vlemma Tou Odyssea)은 이탈리아에서 제작된 테오도로스 앙겔로플로스 감독의 1995년 드라마, 전쟁 영화이다. 하비 케이틀 등이 주연으로 출연하였고 에릭 유망 등이 제작에 참여하였다.

## 출연

### 주연
- 하비 케이틀
- 마이아 모건스턴
- 얼랜드 조셉슨

### 조연
- 다나시스 벤고스
- 요르고스 마이칼라코풀로스
- 도라 볼라나키

## 제작진
- 미술: Miodrag Mile Nicolic
- 미술: 기오르고스 파사스
- 미술: 요르고스 파사스
- 의상: Giorgos Ziakas